# Atletica leggera ai Giochi della XVIII Olimpiade - 100 metri piani maschili

Video della Finale (film ufficiale dei Giochi)
Video della Finale (immagini dall'alto)

La competizione dei 100 metri piani maschili di atletica leggera ai Giochi della XVIII Olimpiade si è disputata nei giorni 14 e 15 ottobre 1964 allo Stadio Nazionale di Tokyo.

## L'eccellenza mondiale
| Campione olimpico 1960   | 10"2      | Armin Hary      | Rit. 1960 |
| Campione europeo 1962    | 10"4      | Claude Piquemal | Presente  |
| Primatista mondiale      | 10"0 1964 | Harry Jerome    | Presente  |
| Co-primatista mondiale   | 10"0 1964 | Bob Hayes       | Presente  |
| Vincitore dei Trials USA | 10"1      | Bob Hayes       | Presente  |

## La gara
Nella prima semifinale Bob Hayes ottiene un sensazionale 9"9 (9”91), aiutato però da un vento ben oltre il limite (5,28 m/s). La seconda è vinta dal canadese Harry Jerome in un "normale" 10"3. Giunge quinto il campione europeo Piquemal e viene eliminato.

In finale, con vento nei limiti (+1,03 m/s) Hayes vince dominando in 10"0 (10”06), lasciando il secondo classificato, il cubano Figuerola, ed il terzo (Jerome) a due decimi, un distacco senza precedenti nella storia della specialità alle Olimpiadi.
Il 10”06 di Hayes rimarrà il miglior tempo in una finale olimpica a livello del mare fino a Los Angeles 1984.

Al suo ritorno negli Stati Uniti, Hayes firmerà un contratto con una squadra di football professionistico statunitense. Vincerà il campionato nazionale del 1971, unico atleta ad aver vinto il massimo titolo in entrambe le discipline.

## Risultati

### Turni eliminatori
| 10 Batterie        | 13 ottobre | 73 iscritti   | Si qualificano i primi 3  |
| 4 Quarti di finale | 13 ottobre | 8 + 7 + 8 + 7 | Si qualificano i primi 4. |
| 2 Semifinali       | 14 ottobre | 8 + 8         | Si qualificano i primi 4. |
| Finale             | 14 ottobre | 8 concorrenti |                           |

### Batterie
| Pos. | Atleta                     | Nazione          | Tempo Ufficiale | Tempo Ufficioso |
| ---- | -------------------------- | ---------------- | --------------- | --------------- |
| 1    | Hideo Iijima               | Giappone         | 10"3            | 10"40           |
| 2    | Bernard Laidebeur          | Francia          | 10"5            | 10"51           |
| 3    | Ėdvin Ozolin               | Unione Sovietica | 10"5            | 10"52           |
| 4    | Ken Powell                 | India            | 10"7            | 10"74           |
| 5    | Zbigniew Syka              | Polonia          | 10"7            | 10"79           |
| 6    | Jean-Louis Ravelomanantsoa | Madagascar       | 10"8            | 10"89           |
| 7    | Sara Camara                | Mali             | 11"3            | n/d             |

| Pos. | Atleta             | Nazione       | Tempo Ufficiale | Tempo Ufficioso |
| ---- | ------------------ | ------------- | --------------- | --------------- |
| 1    | Trent Jackson      | Stati Uniti   | 10"5            | 10"53           |
| 2    | Peter Radford      | Gran Bretagna | 10"6            | 10"69           |
| 3    | Bouchaib El-Maachi | Marocco       | 10"6            | 10"70           |
| 4    | Csaba Csutorás     | Ungheria      | 10"7            | 10"72           |
| 5    | Johan Du Preez     | Rhodesia      | 10"7            | 10"79           |
| 6    | Jeong Gi-Seon      | Corea del Sud | 11"0            | 11"08           |
| 7    | Arnulfo Valles     | Filippine     | 11"1            | 11,21           |

| Pos. | Atleta           | Nazione           | Tempo Ufficiale | Tempo Ufficioso |
| ---- | ---------------- | ----------------- | --------------- | --------------- |
| 1    | Gaoussou Koné    | Costa d'Avorio    | 10"5            | 10"50           |
| 2    | Melvin Pender    | Stati Uniti       | 10"5            | 10"53           |
| 3    | Mike Ahey        | Ghana             | 10"6            | 10"61           |
| 4    | Frans Luitjes    | Paesi Bassi       | 10"6            | 10"69           |
| 5    | Wilton Jackson   | Trinidad e Tobago | 10"6            | 10"70           |
| 6    | Lynn Davies      | Gran Bretagna     | 10"7            | 10"78           |
| 7    | Gerardo di Tolla | Perù              | 10"9            | 10,99           |
| 8    | Lee Ar-Tu        | Taiwan            | 11"2            | n/d             |

| Pos. | Atleta          | Nazione  | Tempo Ufficiale | Tempo Ufficioso |
| ---- | --------------- | -------- | --------------- | --------------- |
| 1    | Marian Dudziak  | Polonia  | 10"6            | 10"60           |
| 2    | Stanley Allotey | Ghana    | 10"6            | 10"62           |
| 3    | John Owiti      | Kenya    | 10"6            | 10"64           |
| 4    | Carlos Lorenzo  | Messico  | 10"7            | 10"74           |
| 5    | George Collie   | Bahamas  | 10"9            | 10"90           |
| 6    | Masaru Kamata   | Giappone | 10"9            | 10"94           |
| 7    | Ho Thành Chinh  | Vietnam  | 11"9            | n/d             |

| Pos. | Atleta            | Nazione          | Tempo Ufficiale | Tempo Ufficioso |
| ---- | ----------------- | ---------------- | --------------- | --------------- |
| 1    | Harry Jerome      | Canada           | 10"5            | 10"51           |
| 2    | Claude Piquemal   | Francia          | 10"5            | 10"58           |
| 3    | Lloyd Murad       | Venezuela        | 10"8            | 10"86           |
| 4    | James Odongo      | Uganda           | 10"9            | 10"91           |
| 5    | Gusman Kosanov    | Unione Sovietica | 10"9            | 10"94           |
| 6    | Abdoulaye N'Diaye | Senegal          | 11"0            | 11"06           |
| 7    | Levi Psavkin      | Israele          | 11"1            | 11"13           |

| Pos. | Atleta            | Nazione       | Tempo Ufficiale | Tempo Ufficioso |
| ---- | ----------------- | ------------- | --------------- | --------------- |
| 1    | Heinz Schumann    | Germania      | 10"5            | 10"52           |
| 2    | Dennis Johnson    | Giamaica      | 10"6            | 10"61           |
| 3    | Bill Earle        | Australia     | 10"7            | 10"79           |
| 4    | Seraphino Antao   | Kenya         | 10"7            | 10"79           |
| 5    | Huba Rozsnyai     | Ungheria      | 10"8            | 10"84           |
| 6    | Alf Meakin        | Gran Bretagna | 10"9            | 10"91           |
| 7    | David Njitock     | Camerun       | 11"1            | 11"13           |
| 8    | Akbar Babakhanlou | Iran          | 11"1            | 11"14           |

| Pos. | Atleta                   | Nazione    | Tempo Ufficiale | Tempo Ufficioso |
| ---- | ------------------------ | ---------- | --------------- | --------------- |
| 1    | Wiesław Maniak           | Polonia    | 10"5            | 10"57           |
| 2    | Arquímedes Herrera       | Venezuela  | 10"5            | 10"59           |
| 3    | Manikavasagam Jegathesan | Malaysia   | 10"6            | 10"60           |
| 4    | José de Rocha            | Portogallo | 11"0            | 11"02           |
| 5    | Bassirou Doumbia         | Senegal    | 11"0            | 11"02           |
| 6    | Francisco Gutiérrez      | Colombia   | 11"0            | 11"03           |
| 7    | Iftikhar Shah            | Pakistan   | 11"4            | 11"49           |

| Pos. | Atleta          | Nazione     | Tempo Ufficiale | Tempo Ufficioso |
| ---- | --------------- | ----------- | --------------- | --------------- |
| 1    | Bob Hayes       | Stati Uniti | 10"4            | 10"41           |
| 2    | Thomas Robinson | Bahamas     | 10"5            | 10"5            |
| 3    | Bob Lay         | Australia   | 10"5            | 10"53           |
| 4    | Ippolito Giani  | Italia      | 10"6            | 10"69           |
| 5    | Rogelio Onofre  | Filippine   | 10"7            | 10"78           |
| 6    | Khudhir Zalata  | Iraq        | 11"1            | 11"17           |

| Pos. | Atleta              | Nazione                 | Tempo Ufficiale | Tempo Ufficioso |
| ---- | ------------------- | ----------------------- | --------------- | --------------- |
| 1    | Fritz Obersiebrasse | Germania                | 10"4            | 10"47           |
| 2    | Iván Moreno         | Cile                    | 10"5            | 10"59           |
| 3    | Pablo McNeil        | Giamaica                | 10"5            | 10"60           |
| 4    | László Mihályfi     | Ungheria                | 10"6            | 10"65           |
| 5    | Gary Holdsworth     | Australia               | 10"6            | 10"69           |
| 6    | Max Barandun        | Svizzera                | 10"7            | 10"79           |
| 7    | Jeffery Smith       | Rhodesia Settentrionale | 10"8            | 10"86           |
| -    | Wesley Johnson      | Liberia                 | Rit.            | Rit.            |

| Pos. | Atleta              | Nazione         | Tempo Ufficiale | Tempo Ufficioso |
| ---- | ------------------- | --------------- | --------------- | --------------- |
| 1    | Enrique Figuerola   | Cuba            | 10"5            | 10"5            |
| 2    | Lynn Headley        | Giamaica        | 10"5            | 10"57           |
| 3    | Roger Bambuck       | Francia         | 10"6            | 10"62           |
| 4    | Manfred Knickenberg | Germania        | 10"7            | 10"74           |
| 5    | Léon Yombe          | Rep. del Congo  | 10"8            | 10"87           |
| 6    | Alberto Torres      | Rep. Dominicana | 10"9            | 10"93           |
| 7    | Suthi Manyakass     | Thailandia      | 10"9            | 10"98           |
| 8    | Rogelio Rivas       | Spagna          | 11"1            | 11"12           |

### Quarti di finale
| Pos. | Atleta              | Nazione        | Tempo Ufficiale | Tempo Ufficioso |
| ---- | ------------------- | -------------- | --------------- | --------------- |
| 1    | Harry Jerome        | Canada         | 10"3            | 10"32           |
| 2    | Trent Jackson       | Stati Uniti    | 10"4            | 10"41           |
| 3    | Fritz Obersiebrasse | Germania       | 10"4            | 10"44           |
| 4    | Gaoussou Koné       | Costa d'Avorio | 10"4            | 10"45           |
| 5    | Dennis Johnson      | Giamaica       | 10"5            | 10"51           |
| 6    | Marian Dudziak      | Polonia        | 10"5            | 10"52           |
| 7    | Bernard Laidebeur   | Francia        | 10"5            | 10"59           |
| 8    | Bill Earle          | Australia      | 10"6            | 10"60           |

| Pos. | Atleta             | Nazione          | Tempo Ufficiale | Tempo Ufficioso |
| ---- | ------------------ | ---------------- | --------------- | --------------- |
| 1    | Enrique Figuerola  | Cuba             | 10"3            | 10"31           |
| 2    | Wiesław Maniak     | Polonia          | 10"3            | 10"35           |
| 3    | Bob Lay            | Australia        | 10"4            | 10"42           |
| 4    | Claude Piquemal    | Francia          | 10"4            | 10"48           |
| 5    | Ėdvin Ozolin       | Unione Sovietica | 10"4            | 10"48           |
| 6    | Bouchaib El-Maachi | Marocco          | 10"5            | 10"57           |
| 7    | John Owiti         | Kenya            | 10"6            | 10"64           |

| Pos. | Atleta                   | Nazione     | Tempo Ufficiale | Tempo Ufficioso |
| ---- | ------------------------ | ----------- | --------------- | --------------- |
| 1    | Thomas Robinson          | Bahamas     | 10"3            | 10"38           |
| 2    | Melvin Pender            | Stati Uniti | 10"4            | 10"44           |
| 3    | Hideo Iijima             | Giappone    | 10"5            | 10"50           |
| 4    | Pablo McNeil             | Giamaica    | 10"5            | 10"54           |
| 5    | Manikavasagam Jegathesan | Malaysia    | 10"6            | 10"62           |
| 6    | Iván Moreno              | Cile        | 10"6            | 10"69           |
| 7    | Stanley Allotey          | Ghana       | 10"7            | 10"73           |
| 8    | Lloyd Murad              | Venezuela   | 10"7            | 10"77           |

| Pos. | Atleta             | Nazione       | Tempo Ufficiale | Tempo Ufficioso |
| ---- | ------------------ | ------------- | --------------- | --------------- |
| 1    | Bob Hayes          | Stati Uniti   | 10"3            | 10"37           |
| 2    | Arquímedes Herrera | Venezuela     | 10"4            | 10"43           |
| 3    | Lynn Headley       | Giamaica      | 10"4            | 10"50           |
| 4    | Heinz Schumann     | Germania      | 10"5            | 10"55           |
| 5    | Peter Radford      | Gran Bretagna | 10"5            | 10"59           |
| 6    | Roger Bambuck      | Francia       | 10"5            | 10"60           |
| 7    | Mike Ahey          | Ghana         | 10"6            | 10"67           |

### Semifinali
| Pos. | Atleta             | Nazione     | Tempo Ufficiale | Tempo Ufficioso |
| ---- | ------------------ | ----------- | --------------- | --------------- |
| 1    | Bob Hayes          | Stati Uniti | 9"9             | 9"91            |
| 2    | Wiesław Maniak     | Polonia     | 10"1            | 10"15           |
| 3    | Thomas Robinson    | Bahamas     | 10"2            | 10"22           |
| 4    | Heinz Schumann     | Germania    | 10"3            | 10"30           |
| 5    | Bob Lay            | Australia   | 10"3            | 10"35           |
| 6    | Pablo McNeil       | Giamaica    | 10"3            | 10"39           |
| 7    | Arquímedes Herrera | Venezuela   | 10"4            | 10"42           |
| 8    | Trent Jackson      | Stati Uniti | 10"6            | 10"66           |

| Pos. | Atleta              | Nazione        | Tempo Ufficiale | Tempo Ufficioso |
| ---- | ------------------- | -------------- | --------------- | --------------- |
| 1    | Harry Jerome        | Canada         | 10"3            | 10"37           |
| 2    | Gaoussou Koné       | Costa d'Avorio | 10"4            | 10"48           |
| 3    | Enrique Figuerola   | Cuba           | 10"4            | 10"48           |
| 4    | Melvin Pender       | Stati Uniti    | 10"4            | 10"49           |
| 5    | Claude Piquemal     | Francia        | 10"5            | 10"56           |
| 6    | Lynn Headley        | Giamaica       | 10"5            | 10"59           |
| 7    | Hideo Iijima        | Giappone       | 10"6            | 10"63           |
| 8    | Fritz Obersiebrasse | Germania       | 10"6            | 10"68           |

### Finale

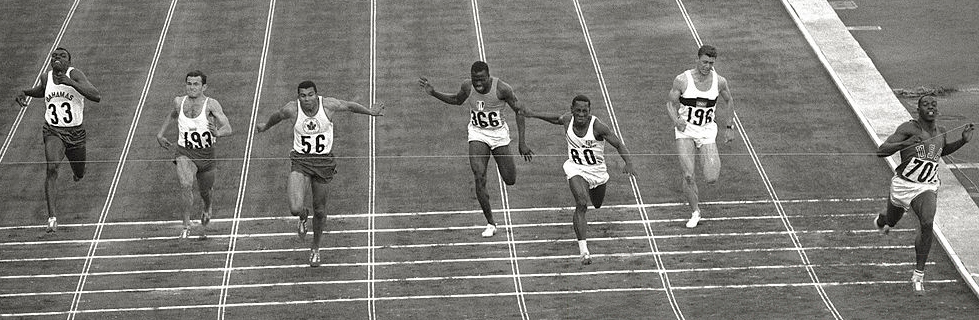
L'arrivo. Da sinistra a destra: Robinson (8°), Maniak (4°), Jerome (3°), Konè (6°), Figuerola (2°), Schumann (5°) e Hayes (1°). Fuori campo a sinistra Pender (6°).

| Pos.    | Corsia | Atleta            | Età | Nazione        | Tempo Ufficiale | Tempo Ufficioso |
| ------- | ------ | ----------------- | --- | -------------- | --------------- | --------------- |
| Oro     | 1      | Bob Hayes         | 21  | Stati Uniti    | 10"0            | 10"06           |
| Argento | 3      | Enrique Figuerola | 26  | Cuba           | 10"2            | 10"25           |
| Bronzo  | 5      | Harry Jerome      | 24  | Canada         | 10"2            | 10"27           |
| 4       | 6      | Wiesław Maniak    | 26  | Polonia        | 10"4            | 10"42           |
| 5       | 2      | Heinz Schumann    | 28  | Germania       | 10"4            | 10"46           |
| 6       | 4      | Gaoussou Koné     | 20  | Costa d'Avorio | 10"4            | 10"47           |
| 6       | 8      | Melvin Pender     | 26  | Stati Uniti    | 10"4            | 10"47           |
| 8       | 7      | Thomas Robinson   | 26  | Bahamas        | 10"5            | 10"57           |